# Oxystegus burmensis
Oxystegus burmensis là một loài Rêu trong họ Pottiaceae. Loài này được (E.B. Bartram) Gangulee mô tả khoa học đầu tiên năm 1972.